# Hypsiboas callipleura
Hypsiboas callipleura es una especie de anfibios de la familia Hylidae. Es endémica de Bolivia.
Sus hábitats naturales incluyen montanos secos, ríos, canales y diques.